# 16 Válvulas
16 Válvulas é um dos mais antigos programas de rádio sobre desporto motorizado em Portugal. Surgiu nos finais dos anos 1980 emitindo na Rádio Jovem, fundado por António Ribeiro e José Silva Neves. Actualmente este programa é normalmente emitido, via online, entre as 22h00 e as 22h30 entre segunda-feira e sexta-feira, durante a época da maior parte das competições mundiais de desporto motorizado (Março a Novembro). Este é também um dos poucos programas de rádio deste género em Portugal. Desde 6 de Agosto de 2009 o blog 16 Válvulas é parceiro de uma das revistas mais conceituadas de desporto motorizado em Portugal, a AutoSport

## Equipa16 Válvulas
O responsável pelo programa de rádio é o eborense Gonçalo Cabral, que já está ao 'volante' deste projecto há uns anos. João Barreiros, Miguel Mousinho e Tiago Monteiro juntaram-se, respectivamente, a este projecto, a convite de Cabral. Miguel Mousinho é o responsável pelo tratamento de notícias, apesar da ainda jovem idade, ainda estudante. Além disso, este jovem já fez a cobertura de grandes eventos do desporto motorizado em Portugal, como por exemplo, o acompanhamento dos testes de Fórmula 1 e do fim-de-semana da GP2 Series 2009, no Autódromo Internacional do Algarve. Mais recentemente juntaram-se à equipa, em termos de motociclismo, os cronistas Aires Pereira e António Pestana, com as suas crónicas sobre o MotoGP e sobre o campeonato do mundo de Superbike e de Supersport. Nas "duas rodas" também se juntou à equipa Paula Arraiano com as crónicas de Moto2. Em termos de Fórmula 1, entrou também recentemente na equipa Nuno Leite Castro com a Crónica by Nuno Leite Castro a seguir a cada grande prémio.

### Ex-Membros
De 2007 a 2011, o 16 Válvulas teve a exímia ajuda do mais recente membro na altura, Diogo Oliveira. Com apenas 14 anos, o jovem portuense apaixonado pelo desporto motorizado começou a tratar da realização de notícias para o blog. Mantinha o site atualizado com as mais recentes noticias motorizadas, realizando também coberturas pelo 16 Válvulas. Realizou o acompanhamento dos testes de Fórmula 1 no Autódromo do Algarve, em ambas as ocasiões, bem como da jornada de 2009 da GP2 Series. Além do circuito algarvio, Diogo Oliveira fez também o acompanhamento dos fins de semana do Circuito da Boavista de 2009 e 2011.

## História

### 16 Válvulas- Rádio
O 16 Válvulas começou a emitir em finais dos anos 1980 na Rádio Jovem, tendo como fundadores António Ribeiro e José Silva Neves. Mais tarde juntou-se à equipa o actual condutor do projecto - Gonçalo Sousa Cabral - e Luís Peixe. Mais tarde, 16 Válvulas passou a emitir na Rádio Telefonia do Alentejo (RTA). Na RTA o programa era emitido no horário das 14h00 e 16h00, e, além de notícias e comentários sobre vários assuntos relacionados com desporto motorizado, ainda contava com chamadas telefónicas em directo, que eram entrevistas a protagonistas do mundo do desporto motorizado. Através do Messenger, os ouvintes podiam colocar perguntas aos entrevistados e entrar em contacto com os responsáveis do programa.
Contudo, em Maio de 2009 deu-se a separação do programa e da Rádio Telefonia do Alentejo, que não apostou mais no programa. Assim, o programa de rádio sofreu uma interrupção mais prolongada, e regressou em Julho de 2009. Este regresso já não é sob alçada de uma rádio, mas sim como um programa de rádio independente. Relativamente à fase em que o programa estava na RTA, houve algumas alterações.
Nesta versão independente, as chamadas telefónicas também não existem de início, pois há limitações tecnológicas. Outra alteração é o programa ser emitido exclusivamente via Internet, e em vez de ser semanalmente, é emitido de 2ª a 6ª feira (22h00 às 23h00) e aos sábados (14h00-15h00)
Do antigo formato, continua a disponibilidade de contacto via Messenger, à qual se acrescenta a possibilidade de contacto através de um chat existente no site em que o programa é transmitido.
Desde 2012 que 16 Válvulas tem uma parceria com a rádio DianaFM, que consiste num breve apanhado das principais notícias dos fins-de-semana motorizados - pela voz de Gonçalo Cabral - emitida na referida rádio às 17h00 das segundas-feiras, no âmbito do programa RádioMotor.

#### Podcast
Mais recentemente, o programa de rádio 16 Válvulas abriu um podcast. Primeiramente eram disponibilizadas as emissões para audição e download, mas de momento apenas as entrevistas e as crónicas áudio [como o "Doa a quem D(u)er" por Duarte Cancella de Abreu], são publicadas neste meio..

## Blog
O 16 Válvulas tem também um blog na Internet, onde são actualizadas diariamente as principais notícias do mundo do desporto motorizado. Neste blog, estão disponíveis as gravações das entrevistas efectuadas, e são ainda fornecidos links de websites de circuitos, pilotos (portugueses e estrangeiros) e equipas (portuguesas e estrangeiras). Desde 6 de Agosto de 2009 o blog 16 Válvulas é parceiro de uma das revistas mais conceituadas de desporto motorizado em Portugal, a AutoSport

### Cantinho do Massa[2]
No formato independente, a rádio 16 Válvulas chegou a contar com mais um programa, além do 16 Válvulas propriamente dito. Tratava-se do Cantinho do Massa, conduzido por Diogo Oliveira, de 2ª a 6ª feira (23h00 às 00h00) e aos sábados (22h00-00h00, horário de Verão).

## Convidados mais "célebres"[4]
De entre os convidados para entrar em directo no programa, destacam-se: (ordem alfabética)
- Adrián Campos;
- Alfonso de Bourbon;
- Álvaro Parente;
- Armando Parente;
- António Félix da Costa;
- Bruno Magalhães;
- Bruno Senna;
- Carlos Sousa;
- Earl Bamber;
- Elisabete Jacinto;
- Filipe Albuquerque;
- João Barbosa;
- José Miguel Barros;
- Giedo van der Garde;
- Ingo Hoffmann;
- Lucas di Grassi;
- Miguel Oliveira;
- Paulo Pinheiro;
- Paulo Solipa;
- Pedro Lamy;
- Pedro Matos Chaves;
- Tiago Monteiro;
- Yvan Muller.